# Gabriel Tual
Gabriel Tual (Villeneuve-sur-Lot, 9 aprile 1998) è un mezzofondista francese.

## Palmarès
| Anno | Manifestazione          | Sede      | Evento      | Risultato  | Prestazione | Note |
| ---- | ----------------------- | --------- | ----------- | ---------- | ----------- | ---- |
| 2017 | Europei under 20        | Grosseto  | 800 m piani | Semifinale | 1'48"85     |      |
| 2018 | Giochi del Mediterraneo | Tarragona | 800 m piani | Semifinale | 1'49"89     |      |
| 2018 | Europei                 | Berlino   | 800 m piani | Batteria   | 1'47"26     |      |
| 2019 | Europei under 23        | Gävle     | 800 m piani | 5º         | 1'49"43     |      |
| 2021 | Giochi olimpici         | Tokyo     | 800 m piani | 7º         | 1'46"03     |      |
| 2022 | Mondiali                | Eugene    | 800 m piani | 6º         | 1'45"49     |      |
| 2022 | Europei                 | Monaco    | 800 m piani | Semifinale | 1'47"70     |      |
| 2023 | Mondiali                | Budapest  | 800 m piani | Semifinale | 1'44"83     |      |
| 2024 | Europei                 | Roma      | 800 m piani | Oro        | 1'44"87     |      |
| 2024 | Giochi olimpici         | Parigi    | 800 m piani | 6º         | 1'42"14     |      |

## Campionati nazionali
2018
- 4º ai campionati francesi, 800 m piani - 1'48"32

2019
- Argento ai campionati francesi, 800 m piani - 1'49"13

2021
- Argento ai campionati francesi, 800 m piani - 1'48"86
- Bronzo ai campionati francesi indoor, 800 m piani - 1'47"54

2022
- Argento ai campionati francesi, 800 m piani - 1'48"89
- Argento ai campionati francesi indoor, 800 m piani - 1'47"35

2024
- Oro ai campionati francesi, 800 m piani - 1'43"99

## Altre competizioni internazionali
2021
- 4º all'Athletissima ( Losanna), 800 m piani - 1'45"70
- 9º all'Herculis ( Monaco), 800 m piani - 1'45"08

2022
- Bronzo al DN Galan ( Stoccolma), 800 m piani - 1'45"29

2023
- Bronzo al Bauhaus-Galan ( Stoccolma), 800 m piani - 1'44"85

2024
- Bronzo al Meeting de Paris ( Parigi), 800 m piani - 1'41"61
- Bronzo all'Herculis ( Monaco), 800 m piani - 1'42"10
- Bronzo all'Athletissima ( Losanna), 800 m piani - 1'42"30
- 4º al Memorial Van Damme ( Bruxelles), 800 m piani - 1'43"67

2025
- 4º ai Bislett Games ( Oslo), 800 m piani - 1'43"09
- 5º al Meeting de Paris ( Parigi), 800 m piani - 1'43"84